# Степан Томашевич
Степа́н Тома́шевич (также Степан II Томашевич; босн. Stefan Tomašević; ок. 1438—1463, Царёво Поле) — последний правитель средневековой Сербии и Боснии.
Происходил из династии Котроманичей. Князь и деспот Сербии с 21 марта по 20 июня 1459 года, до падения Смедерева, ознаменовавшего конец средневековой сербской государственности. С 1461 года — король Боснии. Под угрозой турецкого вторжения в Боснию обратился за помощью к Риму и Венеции, и отказался платить дань султану. В ответ на это в 1463 году султан Мехмед II со своей армией вторгся в Боснию. Не получив поддержки от Рима и своего сюзерена — короля Венгрии, Степан Томашевич не смог оказать организованного сопротивления завоевателям, и бежал в пограничный боснийский город Ключ, где был схвачен в плен и казнён под городом Яйце.
Жена короля Мария бежала на побережье Адриатического моря, его малолетние брат и сестра уведены в плен. После завоевания Боснии турками династия Котроманичей пресеклась.

## Биография

### Деспот Сербии

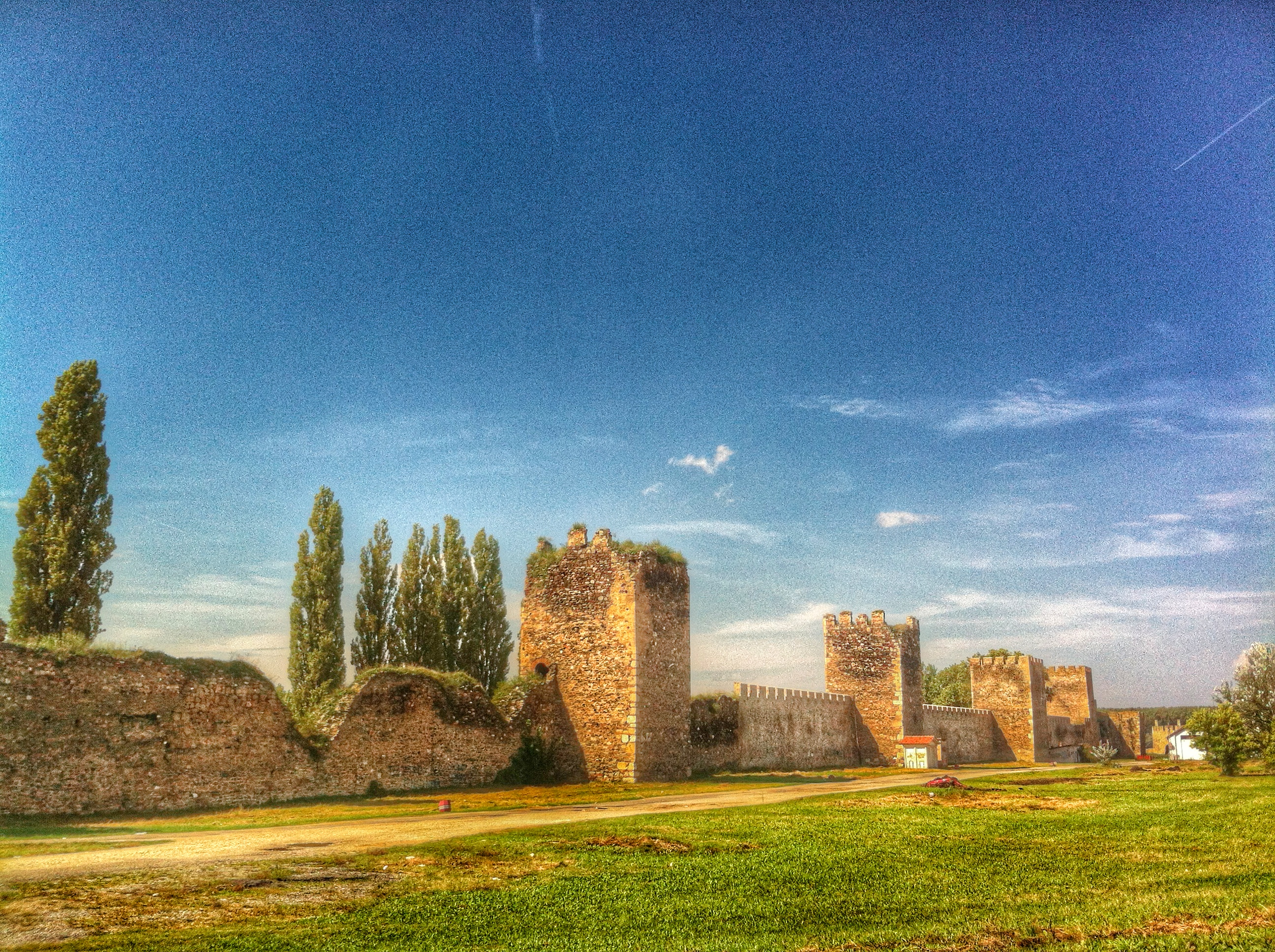
Смедеревская крепость — последний оплот средневековой сербской государственности

В январе 1458 года неожиданно умер деспот Сербии Лазарь Бранкович (правл. 1456—1458). Сторонники турок при сербском дворе провозгласили новым деспотом воеводу Михаила Ангеловича, брат которого был визирем султана Мехмеда II, но население Смедерево, столицы Сербской деспотии, при поддержке провенгерской партии предотвратило этот переворот. Михаил Ангелович был заключён в тюрьму, а правителем стал слепой Стефан Бранкович. В борьбу за власть включился боснийский король Стефан Томаш, который сразу же занял Сребреницу и ряд других городов на Дрине (до 22 февраля 1458 года). Желая посадить на сербский трон своего сына Степана, король Боснии решил женить его на дочери покойного правителя Елене. Он договорился с венгерским королём Матьяшем I признать себя вассалом Венгрии в обмен на объединение Боснии с Сербией. Узнав об отъезде короля на переговоры в Венгрию, турки осадили боснийские города Врандук и Бобовац. Королевич Степан вместе со своим дядей Радивоем бежал из Бобовца в Смедерево. По прибытии туда 21 марта 1459 года Степан Томашевич стал деспотом.
Стефан Бранкович не мог смириться с завладением власти в Сербии правителями Боснии. 8 апреля он выехал из Сербии. Король Томаш, чтобы укрепить власть сына в Смедерево, повёл наступление на турецкие гарнизоны в Боснии: в частности, был сожжён Ходидед, а его жители уведены в рабство. Томаш вёл борьбу против турок в одиночку: Венгрия была занята внутренними неурядицами, а послания к папе о помощи оказались бесполезны. Против короля восстал герцог Хума и турецкий вассал Степан Вукчич. Когда турки подошли к Смедерево, Степан Томашевич, окружённый противниками, 20 июня 1459 года был вынужден сдаться без боя. Турки позволили ему, его семье и свите свободно покинуть город, и они вернулись в Боснию. Венгерский король обвинил Томашевича и его дядю в предательстве. Однако противостоять туркам, занявшим Сербскую деспотию, без помощи извне было невозможно. История средневековой сербской государственности закончилась. Единственным напоминанием этого до начала XVI века оставалось пожалование королями Венгрии титула деспота представителям рода Бранковичей и другой знати, переселившейся в Венгрию после завоевания Сербии.

### Король Боснии
…Короля султан осаждает,

Голову отсечь ему грозится…

Тут он видит чудное виденье…

Бусурмане на короля наскочили,

Донага всего его раздели,

Атаганом ему кожу вспороли,

Стали драть руками и зубами,

Обнажили мясо и жилы,

И до самых костей ободрали…

Громко мученик господу взмолился…

20 августа 1461 года до Венеции дошла весть о том, что король Степан Томаш умер и новым королём стал его сын Степан Томашевич. Хорватский хронист XVI века Иван Томашич поведал рассказ о том, что король был убит 10 июля от руки его собственного брата Радивоя и сына Степана под городом Ориховица у истока реки Уны в Хорватии. Как и его отец, Степан в борьбе с турками рассчитывал на помощь папства. В том же году он пошёл на мировую с герцогом Степаном Вукчичем, с которым враждовал его отец. Кроме герцога, Степана Томашевича поддержали и другие феодалы. Король находился в плохих отношениях с хорватским баном Павлом Сперанчичем. Однако боснийцам удалось отстоять далматинский город Клис. 17 октября 1461 года он обратился в Рим за помощью против неминуемого турецкого вторжения: 
Я был осведомлён, что турецкий царь Мухамед следующим летом думает с войском напасть на меня, он уже подготовил войско и орудия. Один я не могу одолеть такую силу… Если боснийцы будут знать, что они не будут на войне в полном одиночестве, они будут воевать отважнее, и даже турки не осмелятся напасть на мою страну… Таким образом Босния может спастись, иначе погибнет…
В ноябре прибыл легат от папы Пия II, который привёз королевскую корону. Это было с неудовольствием воспринято венгерским королём Матвеем Корвином, но в 1462 году при посредничестве папы было достигнуто примирение: Степан принёс Матвею вассальную клятву и обязался поддерживать его против императора Священной Римской империи Фридриха III. 7 ноября 1461 года в церкви св. Марии города Яйце в присутствии боснийской властелы, в том числе сына герцога Степана Вукчича, Степан был коронован папским посланником Николой Модрушским. Он был первым и последним королём Боснии, коронованным с позволения папы Римского. 23 ноября 1461 года Степан Томашевич из Яйце отправил в Дубровник грамоту с подтверждением всех привилегий, связанных со свободой передвижения дубровчан и их товаров в Боснийском королевстве.

#### Завоевание Боснии турками

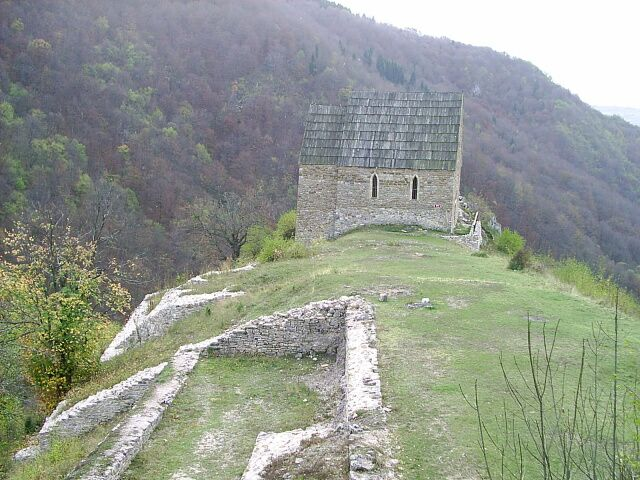
Сдача Бобовца, прежней столицы Боснии, посеяла панику

Степан прекратил выплачивать разорительную для страны дань туркам, надеясь на помощь коалиции Запада. В феврале король отправил извещение папе и Венеции о турецкой опасности, нависшей над его страной. В марте начались турецкие набеги в Герцеговину. Однако ни папа, ни Венеция с Венгрией так и не пришли на помощь Боснии, оказавшейся один на один с завоевателем, уже покорившем соседнюю Сербию. Оценив ситуацию, Степан решил заключить соглашение с турками. По словам современника, Константина Янычара, весною того же года боснийские послы прибыли в Порту просить турок о перемирии на 15 лет. Султан Мехмед II оставил просьбу без ответа, и вскоре лично повёл османскую армию на Боснию. Вторгшись на Дрину, турки захватили владения герцога Степана Косача и Павловичей. Войско направилось в центр страны. Захватив важный город Бобовац, турки проследовали к Яйце — последней столице средневековой Боснии. Страна практически не оказала серьёзного сопротивления завоевателям. Степан бежал на границу с Венгерским королевством, в Нижние края, город Ключ. Его местонахождение турецкому отряду во главе с Махмудом-пашой выдал один предатель. Паша вступил со Степаном в переговоры, пообещав ему жизнь, если последний сдаст города и сдастся сам. Король согласился с условиями, и сдался. Напуганный турками, Степан отдал приказ начальникам гарнизонов городов сдаваться туркам. Существуют свидетельства, что он пытался сражаться у Ключа, но они сомнительны. По свидетельству османского историка XV века Дурсун-бега, Степан был высокого роста, «огромен» и много пил. Дядя короля Радивой Остоич, предположительно, был захвачен в плен в городе Звечай к северо-востоку от Ключа.

#### Пленение и смерть
Радивой поднял жёлтое знамя:

Он идёт войной на бусурмана…

Радивой Георгия не послушал,

Наземь сел, поджав под себя ноги.

Тут враги на него наскочили,

Отрубили голову Радивою.
Степан был пленён Махмуд-пашой и привезён к султану в окрестности города Яйце, который был уже взят турками. Королю принадлежит выражение: «Знать, покинутая народом, долго не продержится». Султан был зол на Степана за нелояльность к нему, непостоянство в действиях, обнаружив в пленнике неблагодарность за оказанную милость. По сообщению турецкого историка Ашикпашазаде, султан сказал, что если королю отдать какие-то города, останется источник войны. Известный знаток Корана Али Бестами (Мусанифек) вынес приговор Степану Томашевичу, произнеся фетву: «Правоверный не будет укушен дважды из одной и той же норы», и, достав саблю, отрубил голову королю. После чего таким же образом был казнён дядя короля Радивой. Султан повелел высечь слова фетвы в камне над городскими воротами Яйце, чтобы оправдать себя для будущих поколений. Степан Томашевич был казнён в месте, известном с тех пор как Царёво Поле.
Король был казнён в период между 29 мая и 10 июня 1463 года. 29 мая, когда Босния отражала натиск турецкого войска, дядя короля Радивой послал в Дубровник просьбу, чтобы республика помогла боснийскому городу Крешево порохом. 10 июня того же года весть о смерти короля дошла до Венеции. 17 июня султан находился уже в Скопье (Трухелка, 1904).

## Останки

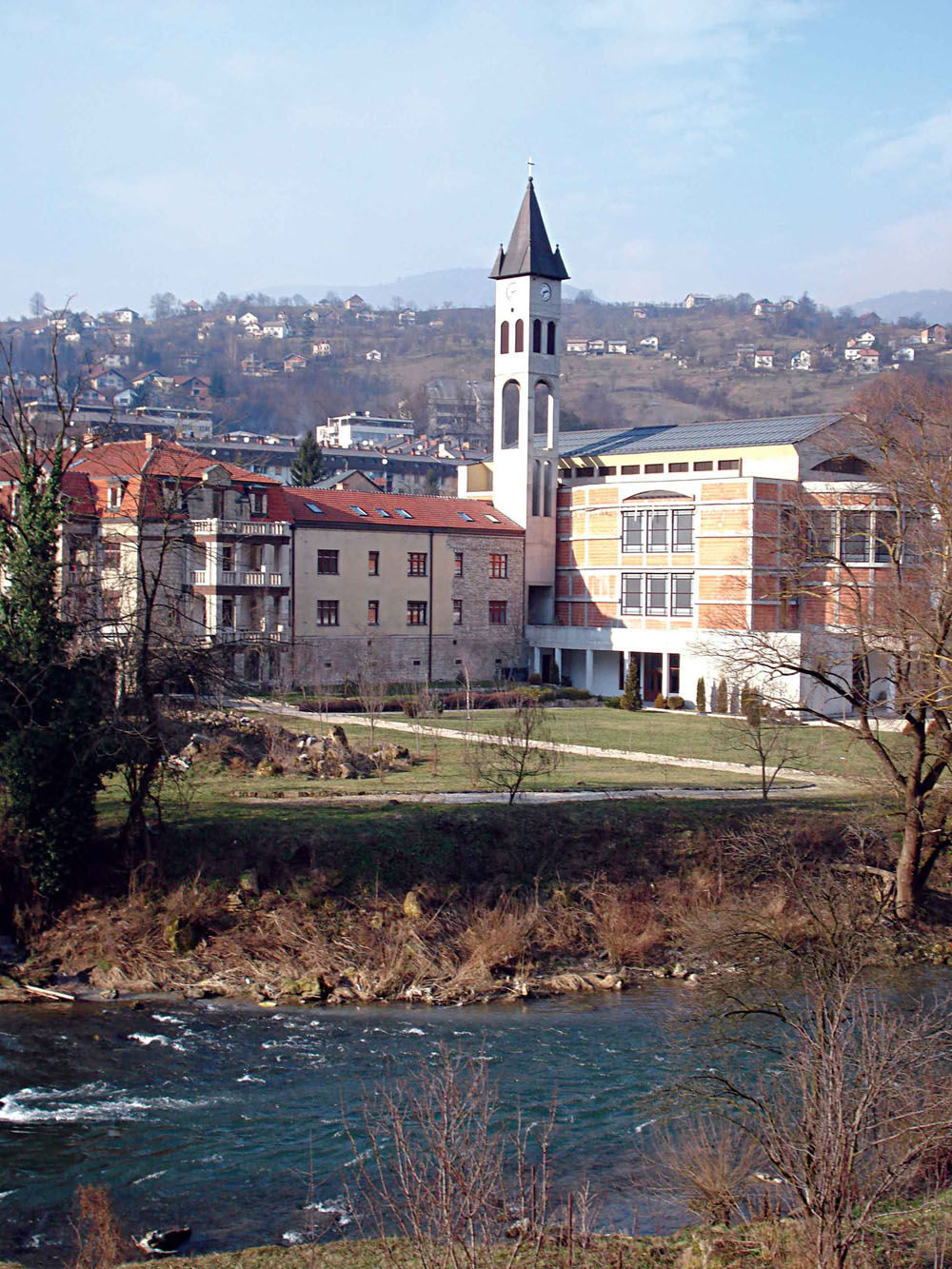

Согласно народному преданию, бытовавшему в городе Яйце и его окрестностях, султан наказал янычарам закопать тело Степана в месте, которое было бы видно из города Яйце, но из которого нельзя было бы видеть само Яйце, дабы его могила всегда напоминала горожанам о том наказании, которое постигло их короля. По преданию, на месте погребения Степана Томашевича, называемом «Кралев гроб» (от серб. гроб — «могила»), стоит надгробный камень — стечак, находящийся в юго-западном углу местечка Борови (от серб. borovi — «сосны») в селе Застине общины Яйце. Камень, ориентированный на запад-восток, в современном виде без узоров и надписей, сохранил размеры: 160×92×50 см. В 1888 году на месте камня проводились археологические раскопки с участием хорватского археолога Чиро Трухелки, в результате которых на глубине от 0,8 до 2,3 м под слоем чернозёма, крупных камней и глины был обнаружен скелет человека. Останки лежали в положении запад-восток, ноги были вытянуты, руки скрещены, на груди на боку лежал череп. Кости левой ноги были сломаны, осколки лежали на расстоянии 8 см. У ног находился железный крюк от замка или оков; на месте грудной клетки — две серебряных монеты времён венгерского короля Людовика Великого (правл. 1342—1382). Археолог установил, что останки принадлежали зрелому мужчине, и подтвердил их причастность королю Степану Томашевичу. 16 лет спустя Трухелка записал, что нет прямых доказательств утверждать, что это были останки короля, и что единственным доказательством остаётся народное предание.

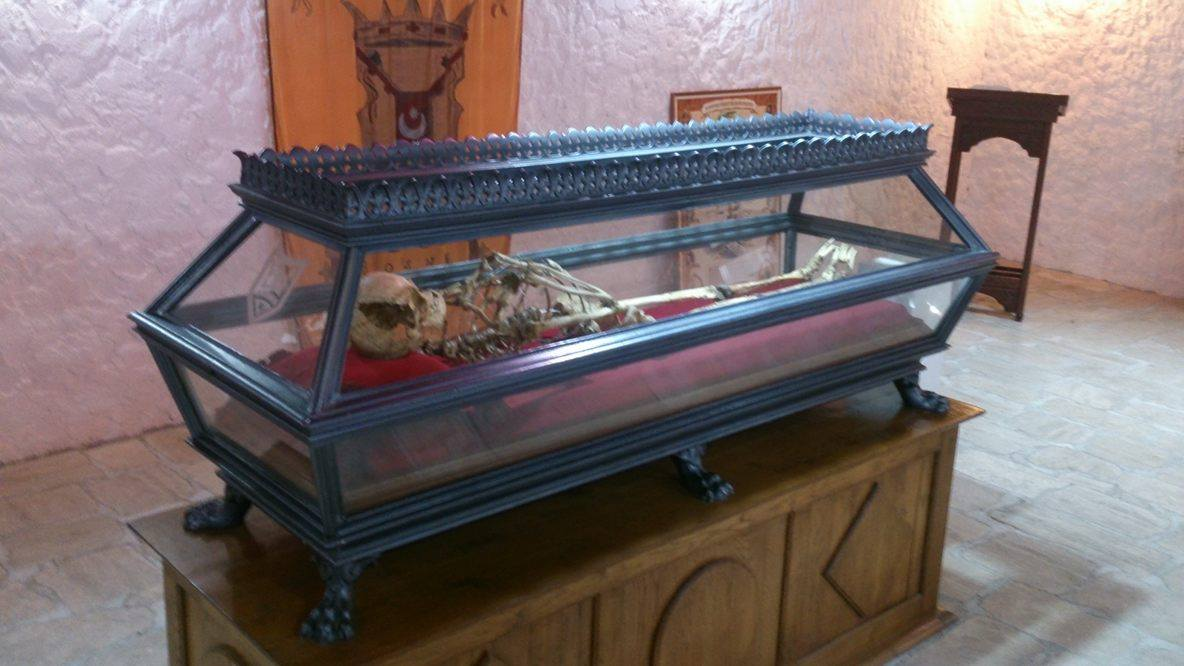
Останки Степана Томашевича

Впоследствии найденные останки были перенесены в францисканский монастырь святого Луки в Яйце, и помещены в стеклянный саркофаг. Надпись на постаменте под саркофагом гласила: «Степан Томашевич, милостью Божией король боснийский. Царствовал с 1461 до 1463 года. Его кости выкопаны из „Кралева гроба“ 8 июня 1888 года». Во время войны в Боснии в 1992—1995 годах останки были эвакуированы в хорватский город Сплит. 13 сентября 1997 года они были торжественно возвращены в монастырь францисканцев Яйце. С 2004 года «Кралев гроб» вместе с останками отнесён к памятникам национального значения.

## Семья

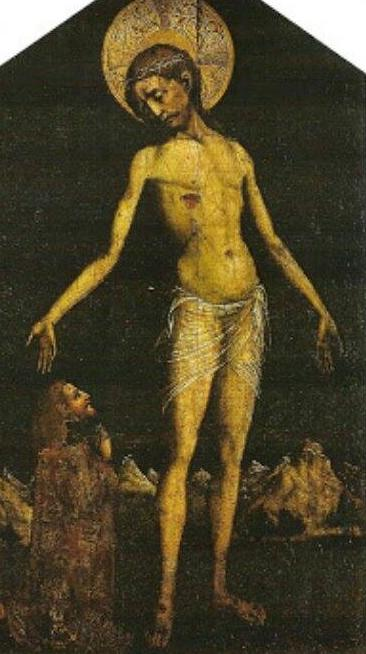
Донаторский портрет Степана.
Я. Беллини (ок. 1460)

Стефан Томашевич был незаконнорождённым сыном боснийского короля Стефана Томаша от его первой жены Воячи.
Отец Степана долгое время искал сыну невесту, пока не остановился на дочери миланского герцога Франческо Сфорца. После завершения переговоров посланник герцога приехал в Боснию, однако король включился в борьбу за сербское наследие и женил сына на старшей дочери покойного правителя Сербии Лазаря Бранковича Елене, которая приходилась внучкой византийскому императору Иоанну VIII Палеологу. 1 апреля 1459 года была объявлена свадьба, после которой Елена сменила имя на более приемлемое для католиков — Мария. После смерти мужа Мария бежала на побережье Адриатического моря, а позже оказалась в гареме какого-то турецкого военачальника (Стивен Рансиман, 1965).
Степан Томашевич имел брата и сестру — Жигмунда (после принятия ислама — Исхак-бег Кралевич) и Катарину, которые родились от второй жены Степана Томаша Катарины. После смерти короля его брат и сестра были уведены в плен, а вдова его отца бежала в Рим. Брат короля служил санджак-беем где-то на Мраморном море, последние сведения о нём датируются 1493 годом. Историк XIX века Салиха Сидки Хаджихусеинович Мувеккита сообщает, что сестра короля провела остаток жизни в Скопье, во дворе Иса-бега Исхаковича. Мачеха короля Катарина в 1463 году бежала в город Козоград, умерла в Риме в 1478 году.
Как сообщает «Хорватская энциклопедия» и некоторые другие источники, у Степана Томашевича было двое детей — Шимун (Зигмунд) и Катарина, которые были уведены султаном в Стамбул и обращены в ислам; жена же убитого короля бежала в Рим.

## Титул
- 1459 год: князь[24] и деспот Сербии.
- 1461—1463 годы: Во имя Отца и Сына и Святого Духа аминь. Милостью божией мы господин Стефан Степан Томашевич король Сербии, Боснии, Приморья, Хумской земли, Далмации, Хорватии, Нижних краёв, Западных стран, Усоры, Соли, Подринья[комм. 10].